# Pierre Marie Burnez
Pierre Marie Burnez, né à Mâcon le 29 novembre 1845 et mort le 28 février 1922 à Arcachon, est un général français.

## Biographie
Fils de gendarme, il entre à l’École spéciale militaire de Saint-Cyr en 1864 (promotion "d'Oajaca", 1864-1866). Il intègre à sa sortie en 1866 l'arme de la cavalerie avec le grade de sous-lieutenant. Appelé à servir en Algérie, il est lieutenant au moment où éclate la guerre franco-prussienne de 1870. Il rejoint la métropole après la déchéance de l'empire et fait partie du corps d'éclaireurs algériens qui rend, sur la Loire, par la hardiesse de ses reconnaissances, de grands services à la 2e armée de la Loire du général Chanzy. Il se signala avec ce corps, notamment, aux combats de Patay, Vendôme, Sillé-le-Guillaume.
Capitaine au lendemain de la guerre, breveté d'état-major, il est chef d'escadrons en 1880. Il remplit pendant plusieurs années à l'École d'application de Saumur les fonctions de professeur d'art militaire et de topographie.
Nommé colonel en 1893, il commande le 15e régiment de dragons du gouvernement militaire de Paris, avant de recevoir les étoiles de général de brigade le 11 juillet 1898. Trois ans après, en 1901, il fut appelé comme divisionnaire à un commandement à Paris. En 1904, il était nommé au commandement du 3e Corps d'armée à Rouen. Il occupait ce poste lorsqu'il fut appelé à siéger au Conseil supérieur de la guerre. Instructeur de cavalerie réputé, président du comité technique de cette arme, où il a succédé au général Donop, le général Burnez a dirigé à plusieurs reprises, dans l'est, des évolutions d'ensemble de plusieurs divisions de cavalerie. Le 29 novembre 1910, atteint par la limite d'age, il passe dans la réserve.
Le général Burnez était grand officier de la Légion d'honneur.

## Distinctions
- Officier d'académie (1888)
- Grand-officier de l'ordre du Nichan Iftikhar
- Mérite militaire d'Espagne
- Médaille coloniale agrafe « Algérie »
- Grand officier de la Légion d'honneur (décret du 31 décembre 1907). Il est nommé chevalier en 1885.

## Sources
- Dossier de Légion d'honneur du général Burnez.
- Larousse mensuel illustré, octobre 1907
- « Le nouveau commandant du 3e corps d'armée », Journal de Rouen, 21 juin 1904, p. 2-3.